# 卯花村
卯花村（うのはなむら）は、かつて富山県婦負郡にあった村。

## 沿革
- 1889年（明治22年）4月1日 - 町村制の施行により、婦負郡掛畑村、上笹原村、上黒瀬村、滝脇村、小原村、桐谷村、小井波村、茗ケ原村、角間村、峯村及び下笹原村の区域の一部の区域をもって、婦負郡卯花村が発足する。
- 1953年（昭和28年）12月1日 - 婦負郡八尾町、杉原村、保内村、室牧村、卯花村及び黒瀬谷村の区域の一部が合併して、婦負郡八尾町が発足する。